# Pirámide de Elefantina
La pirámide de Elefantina, junto con otras pirámides en el sur de Egipto, como las de El Kula, Ombos, Zawyet el-Maiyitin, Seila y Sinki, pertenece a un grupo muy similar de pequeñas pirámides escalonadas situadas lejos de los principales centros de Egipto, y de las que se sabe poco, llamadas pirámides provinciales. 
Está situada en la isla de Elefantina, en el Nilo y data del Imperio Antiguo. La construcción fue descubierta en 1907 por una expedición francesa dirigida por C. Clermont Ganneau, pero fue sólo después de nuevas excavaciones realizadas por el Instituto Arqueológico Alemán en 1978 y 1979 cuando fue identificada. 

## Descripción
- Situación: 24°5′8″N 32°53′7″E / 24.08556, 32.88528
- Base: 18,46 metros
- Altura original: 10,50 - 12,50 m
- Altura actual: 5,10 m
- Pendiente: 82° y 77°
- Gradas: 3

La pirámide tenía originalmente tres escalones y medía entre 10,50 y 12,50 m, aunque actualmente solo alcanza una altura de 5,10 m. Con el fin de compensar el terreno desigual se construyó una plataforma de 23,70 m. La construcción se desvía en dirección norte aproximadamente 17° hacia el noroeste. 
Está construida con granito rosa de origen local, y la infraestructura está hecha con bloques tallados unidos con una mezcla de barro y arena. No tiene cámara funeraria, lo que indica que no era una tumba. En el lado norte de la estructura hay un acceso construido por Henri Gauthier en 1909.
En el momento de su descubrimiento en 1907 se pensó que era parte de una fortaleza, interpretación basada en el hallazgo de un cono de granito con una inscripción del faraón Huny. Las excavaciones de Günter Dreyer en 1978-79 parecen demostrar claramente que se trata de un cenotafio.

## Construcción y destino
El constructor de la pirámide y su función se desconocen. Günter Dreyer y Werner Kaiser mantienen que la ordenó erigir Huny, el último faraón de la tercera dinastía, al igual que las pirámides de Edfu, Zawyet el-Maiyitin, Sinki, Naqada y El Kula. El egiptólogo polaco Andrzej Čwiek ha expresado la duda de que el texto del cono se refiera a un palacio y no a una pirámide; si el cono han sido parte de la pirámide, en su opinión, se ha reutilizado como material de construcción. La especulación sobre la función de estas estructuras oscila entre una representación de un lugar real, un símbolo de unidad religiosa y política del país o los cenotafios de las esposas reales.

### Citas
1. ↑  Dreyer y Werner Kaiser: Zu den kleinen Stufenpyramiden Ober- und Mittelägyptens en Mitteilungen des Deutschen Archäologischen Instituts Abteilung Kairo, pág. 48.
2. ↑  Ćwiek: op. cit.